# Боллинг, Александр
Александр Боллинг (англ. Alexander Russell Bolling; 28 августа 1895, Филадельфия, Пенсильвания — 4 июня 1964, Сателлит-Бич, Флорида) — генерал-лейтенант армии США во время Второй мировой и Холодной войн.

## Военная карьера

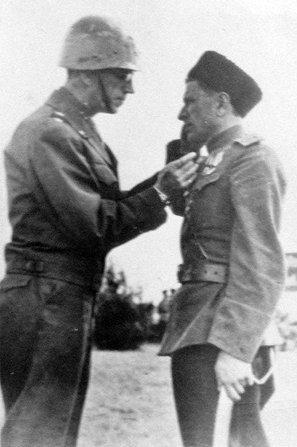
Генерал Боллинг вручает Висаитову орден «Легион почёта».

Боллинг был студентом Военно-морской академии США в Аннаполисе с 1915 по 1916 год, но он оставил академию и поступил на службу в армию Соединённых Штатов. Во время Первой мировой войны его отправили во Францию, где он получил боевое крещение. Командуя ротой 4-го пехотного полка 3-й пехотной дивизии в Буаз-де-Нес, в ночь на 14 июля 1918 года младший лейтенант Боллинг получил крест «За выдающиеся заслуги», за то, что «постоянно подвергая себя сильному воздействию газа и артиллерийскому обстрелу, осуществлял управление, переходя из одного взвода в другой».
После Первой мировой войны Боллинг был отправлен в Форт-Блисс (штат Техас), где он преследовал мексиканского революционера Панчо Вилья вместе с другими лейтенантами Дуайтом Эйзенхауэром, Джорджем Паттоном и Дугласом Макартуром. Боллингу было присвоено звание капитана, которое он носил 12 лет.
Во время Второй мировой войны Боллинг командовал 84-й пехотной дивизией на Европейском театре военных действий. 2 мая 1945 года Боллинг в числе первых встретился с советскими войсками на Эльбе. Участвовавший в этой встрече с советской стороны командир 28-го гвардейского кавалерийского полка подполковник Мовлид Висаитов был награждён Боллингом орденом «Легион почёта».
В 1952 году Боллинг получил звание генерал-лейтенанта и принял командование 3-й армией Соединённых Штатов.

## Награды
- крест «За выдающиеся заслуги»
- медаль «За выдающуюся службу»
- «Серебряная звезда»
- «Бронзовая звезда»
- орден «Легион почёта»
- «Пурпурное сердце»

## Личная жизнь

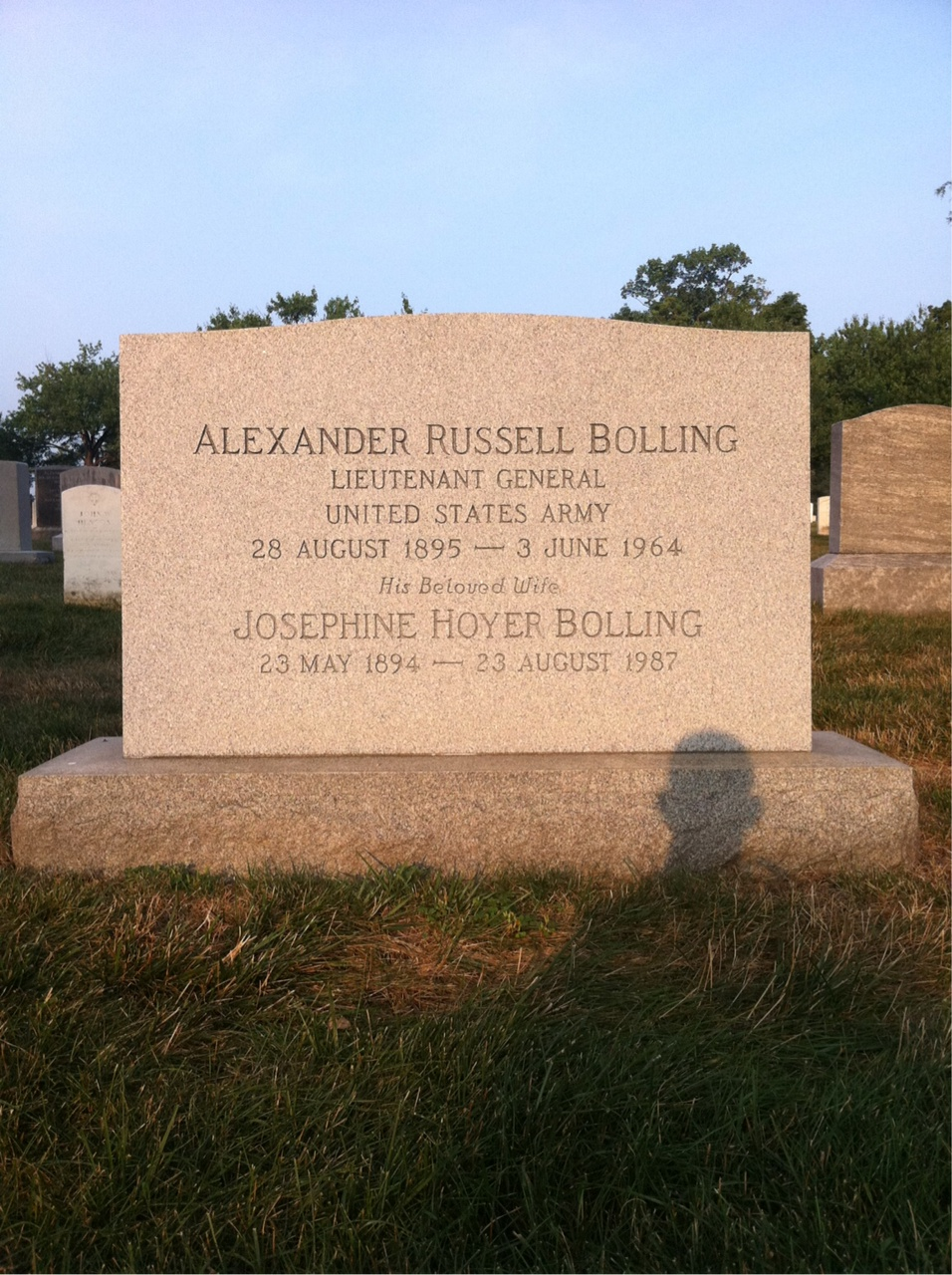
Могила Боллинга на Арлингтонском национальном кладбище.

Выйдя на пенсию в 1955 году, Боллинг поселился в Сателлит-Бич (Флорида). Он умер 4 июня 1964 года и был похоронен на Арлингтонском национальном кладбище.
Боллинг был отцом генерал-майора Александра Р. «Бада» Боллинга-младшего, тестем генерал-майора Родерика Уэзерилла и подполковника К. Томаса и дедом подполковника Родерика Уэзерилла-младшего.